# Вјеличка
Вјеличка (пољ. Wieliczka) је град у Пољској у Војводству Малопољском у Повјату вјеличком. Према попису становништва из 2011. у граду је живело 20.559 становника.
.

## Становништво
Према прелиминарним подацима са пописа, у граду је 2011. живело 20.559 становника.
| 2002.  | 2011.  | 2012.  |
| ------ | ------ | ------ |
| 18.228 | 20.559 | 20.988 |

## Партнерски градови
- Беркамен
- Saint-André-lez-Lille, Sesto Fiorentino, Литовел